# Jan Lewtak
Jan Lewtak, né le 24 avril 1959 à Gdańsk, est un violoniste, musicien de chambre, arrangeur et chef d'orchestre polonais. 

## Biographie
Jan Lewtak, né le 24 avril 1959 à Gdańsk, étudie auprès de Zenon Brzewski (pl) et Mirosław Ławrynowicz (pl), à l’Académie de musique Frédéric-Chopin à Varsovie, dont il sort diplômé.
Il est lauréat de plusieurs concours de musique et participe fréquemment aux classes de maître de violon en Pologne, mais aussi à l’étranger, et au festival Week of Talents.
Jan Lewtak est le fondateur et directeur artistique du National Philharmonic Chamber Orchestra, avec lequel il a enregistré Les Quatre Saisons de Vivaldi en 2003, sous la direction d’Antoni Wit,. 
Lewtak a collaboré avec le département de la radio polonaise afin de produire une série d’émissions originales sur les 24 Caprices de Paganini op. 1, et a reçu le prix du Comité de la radio et de la télévision.
Il s’est produit dans de nombreux pays, tels que la Finlande, la France, l’Allemagne, l’Espagne, l’Italie et la Grande-Bretagne, comme chambriste. Et comme soliste, il a joué en Allemagne, en Espagne, au Japon, aux États-Unis, aux Émirats arabes unis. Il a joué à de nombreuses reprises au Japon, en tant que premier violon de l’orchestre de chambre de Varsovie.
Jan Lewtak a réalisé plusieurs enregistrements sur disque et archives radiophoniques. Lewtak est aussi l’auteur de nombreux arrangements artistiques pour l’orchestre de chambre. Et à l’occasion de l’année Chopin, Jan Lewtak prépara les deux concertos de Frédéric Chopin pour piano et l’orchestre à cordes, sur demande de PWM Edition.

## Discographie
- Vivaldi, Quatre saisons, op. 8 - dir. Antoni Wit (2003, Twoja Muza) (OCLC 749916225)
- Bacewicz, Simfonietta, Symphonie pour orchestre à cordes, Concerto pour orchestre à cordes - (9-10/ 14 et 17 mars 2009, Sony) (OCLC 838977733)
- Bach, Mozart, Tchaïkovski - Jan Lewtak, Ilya Gringolts, violons ; Philharmonie de chambre de Varsovie (6 décembre 2011, CD Accord) (OCLC 839076353)
- Mozart (Eine kleine Nachtmusik KV 525), CPE Bach (concerto pour flûte en ré mineur), Piazzolla (Tango ballet ; Libertango ; Escualo) - Jan Lewtak, violon ; Andrzej Jagodziński Trio : Andrzej Jagodziński (pl), piano ; Czesław Bartkowski, percussions ; Adam Cegielski, contrebasse ; José Manuel Albán Juárez, percussions ; Jadwiga Kotnowska (pl), flûte ; Philharmonie de chambre de Varsovie (5 janvier 2006, Twoje Zdrowie) (OCLC 1036429668)

## Éditeur
- Chopin, Concertos pour piano. PWM Edition & Foundation of National Edition of F. Chopin  (ISBN 83-920365-3-0)